# Physarina
Physarina ist eine in Asien und Mexiko verbreitete Gattung von Schleimpilzen der Myxogastria. Sie umfasst drei Arten.

## Merkmale
Die Fruchtkörper sind gestielte Sporokarpe. Das Peridium besteht aus zwei eng verbundenen Lagen, die Kalk in amorpher Form einschließen. Die äußere Lage ist in feuchtem Zustand mit einem feinen Schleimfilm überzogen und mit vielen kalkhaltigen, zylindrisch-kegeligen oder schuppenförmigen Ausstülpungen versehen.
Das Capillitium ist kalkfrei. Die Sporen sind in der Masse schwarzbraun, im Durchlicht violett- bis graubraun.

## Verbreitung
Physarina ist selten und nur in Asien (Japan, Java, Thailand, Indien) sowie in Mexiko nachgewiesen.

## Systematik und Forschungsgeschichte
Die Gattung wurde 1909 von Franz Xaver Rudolf von Höhnel erstbeschrieben, Typusart ist Physarina echinocephala. Physarina umfasst drei Arten:
- Physarina echinocephala (Java, Thailand)
- Physarina echinospora (Indien, Mexiko)
- Physarina alboscabra (Japan)

## Nachweise
Fußnoten direkt hinter einer Aussage belegen die einzelne Aussage, Fußnoten direkt hinter einem Satzzeichen den gesamten vorangehenden Satz. Fußnoten hinter einer Leerstelle beziehen sich auf den kompletten vorangegangenen Absatz.
1. 1 2 3 4  Hermann Neubert, Wolfgang Nowotny, Karlheinz Baumann, Heidi Marx: Die Myxomyceten Deutschlands und des angrenzenden Alpenraumes unter besonderer Berücksichtigung Österreichs. Bd. 2, Karlheinz Baumann Verlag, Gomaringen 2000, ISBN 3-929822-01-6, S. 187.
2. ↑  Michael J. Dykstra, Harold W. Keller: Mycetozoa. In: John J. Lee, G. F. Leedale, P. Bradbury (Hrsg.): An Illustrated Guide to the Protozoa. Band 2. Allen, Lawrence 2000, ISBN 1-891276-23-9, S. 978 (englisch).